# Enicospilus fosteri
Enicospilus fosteri är en stekelart som beskrevs av Ian D. Gauld 1988. Enicospilus fosteri ingår i släktet Enicospilus och familjen brokparasitsteklar. Inga underarter finns listade i Catalogue of Life.